# جاي داهل
جاي داهل (بالإنجليزية: Jay Dahl)‏ هو لاعب كرة قاعدة أمريكي، ولد في 6 ديسمبر 1945 في سان بيرناردينو في الولايات المتحدة، وتوفي في 20 يونيو 1965 في ساليسبري في الولايات المتحدة.

## وصلات خارجية
- جاي داهل على موقعبيزبول رفرنس.كوم (الدوري الرئيسي) (الإنجليزية)